# 대한당구연맹
대한당구연맹(大韓撞球聯盟, Korea Billiards Federation, KBF)은 대한민국의 당구 종목 행정을 총괄하는 스포츠 행정 기구이다. 2016년 3월 22일에 전국당구연합회와 통합했다.

## 주요 사업
- 회원지도 및 복지증진
- 당구기술 보급
- 당구경기대회 개최와 후원

## 산하 단체
- 한국대학당구연맹

## 참고 문헌
- “대한체육회 회원종목단체 경영공시”. 대한체육회.

## 같이 보기
- 프로당구협회
- 전국당구연합회
- 대한장애인당구협회
- 대한민국의 당구 리그 시스템